# SAWARI ON
SAWARI ON（さわり オン）は、日本の音楽家。東京都出身。怪奇イベント『オカルティック・サイレンス』プロモーター。 

## 音楽家としての活動
映画音楽制作や現代音楽家のツアーサポーター等、複数の音楽プロジェクトを経て、2019年1月頃より、噪音の一種である「サワリ」音を用いた楽曲の発表を開始。2019年3月には琵琶をサンプリングした自身の楽曲「Emperor Antoku」が第81回目のRADIO SAKAMOTO Audition（81.3 FM J-WAVE）のnomineeに選ばれた。
2022年12月、1stアルバム『Unreliable Narrator』（邦題：信頼できない語り手）をリリース。恐怖映画OSTやVU、Terry Riley等の影響を隠さないトラックは 「Fallopian Disco Force」 のDJ MEMAI氏より‘Experimental Dream Pop’ と称される。
2023年05月、東京で活動するストリート・ファンク・バンド「YGK」のギター、ベースをサンプリング＆リミックスした『LOUD MINORITY ONSEN』をリリース。
2024年10月、金属製のリゾネーターギターを用いたボトルネック奏法によるコンテンポラリー作品『Temporal Blues』を発表。サポートギターを奏でるのはCOCOON PITのTerraya Hisashi。
また、自身が手がける”主に40年代〜80年代の音楽を中心に、ジャンルも認知度も問わず、おもしろエピソードが隠れた1曲というのを、ミュージシャンのことから、その曲が持つ歴史、歌詞の意味などを掘り下げてお届けするインディーズラジオ”『メロディ浴場』にて、番組の企画構成およびラジオパーソナリティーを務める。

## 作品

### EP
|   | 発売日         | タイトル                  | レーベル       |
| 1 | 2023年05月10日 | LOUD MINORITY ONSEN w/YGK | Midnight Logic |
| 2 | 2024年10月05日 | Temporal Blues            | Midnight Logic |

### アルバム
|   | 発売日         | タイトル            | レーベル       |
| 1 | 2022年12月12日 | Unreliable Narrator | Midnight Logic |
| 2 | 2025年4月29日  | GAMCOV              | Midnight Logic |

### 参加作品
- PV：『Untwine Doctrine』（2019/4/1）-作詞作曲とコラージュアニメーション

## その他の活動
- NYで活動する日本人舞踏家Eiko &Komaをモチーフにしたフォレスト・ギャンダーによる詩集『EIKO + KOMA』（2019年 Awai Books）の装丁を担当した[2]。
- 学芸員資格を活かし、2023年9月より怪談イベント「オカルティック・サイレンス」の企画運営をはじめる。出演者は 吉田悠軌、松永瑞香 や 響洋平といった怪談師だけにとどまらず、動物研究家のパンク町田、心理占星術研究家の鏡リュウジ、映画監督の黒沢清 など、文化人と怪談師といった異色のコラボを実現させている[3]。